# Никифоров, Георгий Афанасьевич
Георгий Афанасьевич Никифоров (1906—1971) — советский якутский педагог и учёный.

## Биография
Родился 6 мая 1906 года во 2-м Тыллыминском наслеге Восточно-Кангаласского улуса Якутской области.
В 1929—1932 годах работал заведующим и учителем Качикатской начальной школы Орджоникидзевского района (ныне Хангаласский улус). В 1932—1936 годах учился в Иркутском педагогическом институте (ныне Педагогический институт Иркутского государственного университета). По окончании вуза, в 1936—1940 годах, работал инспектором Народного комиссариата просвещения Якутской АССР. В 1940 году поступил в аспирантуру Ленинградского пединститута народов Севера (ныне Институт народов Севера), обучение в которой прервал в 1941 году в связи с Великой Отечественной войной.
В Красной армии служил с 1941 по 1946 год: участвовал в обороне Ленинграда, в боях на территории Германии и в освобождении Чехословакии. После увольнения в запас в звании лейтенанта 26 июня 1946 года, продолжил обучение в аспирантура Института языка и мышления Академии наук СССР по 1950 год. В 1950—1952 годах — научный сотрудник Института языка, литературы и истории Якутского филиала Академии наук СССР (ИЯЛИ ЯФ АН СССР). В 1952 году Г. А. Никифоров представил диссертацию на тему «Категория множественности в якутском языке», но она не была утверждена.
1952—1959 годах — старший преподаватель, заведующий кафедрой якутского языка и литературы Якутского государственного университета (ныне Северо-Восточный федеральный университет имени М. К. Аммосова). В 1959 году вернулся в ИЯЛИ и до ухода на пенсию в 1968 году работал в нём научным сотрудником.
Был награждён орденом Красной Звезды, а также медалям, в числе которых «За оборону Ленинграда» и «За победу над Германией в Великой Отечественной войне 1941—1945 гг.».
Умер 25 февраля 1971 года.

## Труды
Г. А. Никифоров — автор 20 научных работ и статей по вопросам якутского языка. Участвовал в создании учебников «Якутский язык. Грамматика и правописание. Для IV класса начальной школы» (Москва, «Учпедгиз», 1940; в соавторстве с И. В. Пуховым и И. И. Барашковым); «Книга для чтения для школ малограмотных (на якутском языке)» (Якутск, 1940; в соавторстве с Д. В. Бурцевым).
Также в соавторстве с другими сотрудниками ИЯЛИ участвовал в подготовке ряда крупных работ якутских филологов: «Русско-якутский словарь» (1968), «Якутско-русский словарь» (Москва, 1972), «Грамматика современного литературного якутского языка» (1982).